# Noruega no Festival Eurovisão da Canção 2014
Silent Storm (português: Tempestade Silenciosa) é a canção que foi levada a Copenhaga pelo intérprete Carl Espen. Foi escolhida através do Melodi Grand Prix.

## Final Nacional
| Final – 15 de março de 2014 | Final – 15 de março de 2014 | Final – 15 de março de 2014 | Final – 15 de março de 2014 | Final – 15 de março de 2014 | Final – 15 de março de 2014 | Final – 15 de março de 2014 | Final – 15 de março de 2014 | Final – 15 de março de 2014 | Final – 15 de março de 2014 |
| Ordem                       | Artista                     | Música                      | Este da Noruega             | Norte da Noruega            | Centro da Noruega           | Sul da Noruega              | Oeste da Noruega            | Total                       | Lugar                       |
| --------------------------- | --------------------------- | --------------------------- | --------------------------- | --------------------------- | --------------------------- | --------------------------- | --------------------------- | --------------------------- | --------------------------- |
| 1                           | Knut Kippersund Nesdal      | "Taste of You"              | 17 440                      | 1 805                       | 3 083                       | 2 039                       | 3 390                       | 27 757                      | 4                           |
| 2                           | Carl Espen                  | "Silent Storm"              | 23 264                      | 4 697                       | 4 397                       | 4 812                       | 16 542                      | 53 712                      | 1                           |
| 3                           | Mo                          | "Heal"                      | 23 615                      | 3 021                       | 3 181                       | 3 714                       | 3 874                       | 37 405                      | 3                           |
| 4                           | Linnea Dale                 | "High Hopes"                | 22 746                      | 3 304                       | 3 484                       | 4 832                       | 4 720                       | 39 086                      | 2                           |